# 阿拉瓜亚河畔圣菲
阿拉瓜亚河畔圣菲是巴西托坎廷斯州的一个市镇。总面积1676.945平方公里，总人口5610人，人口密度3.3人/平方公里。